# گرافتن الیوت اسمیت

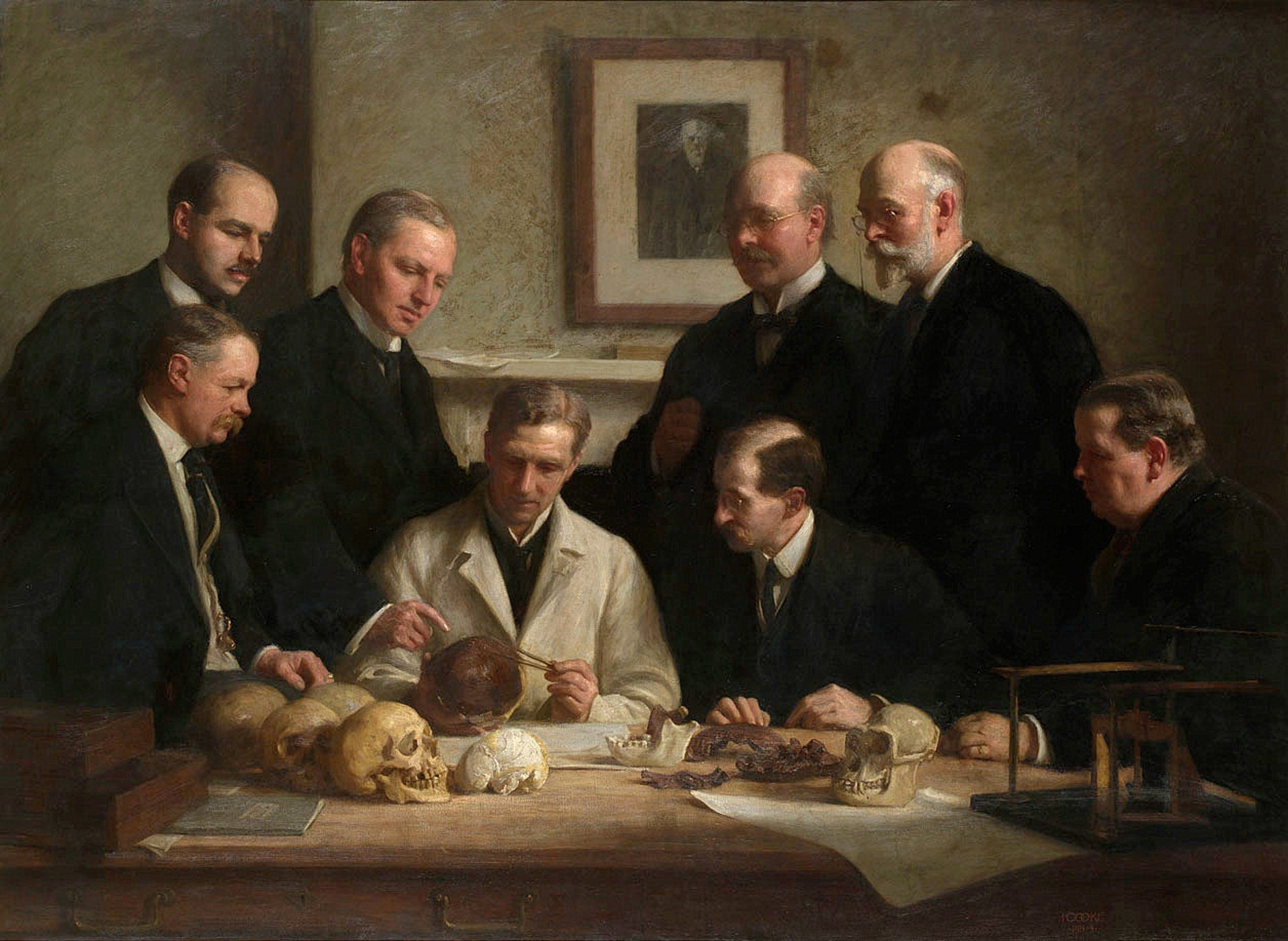
گرفتن اسمیت، نفر دوم ایستاده از سمت چپ

سر گرافتن الیوت اسمیت (به انگلیسی: Sir Grafton Elliot Smith) (زادهٔ ۱۵ اوت ۱۸۷۱ - مرگ ۱ ژانویه ۱۹۳۷) کالبدشناس و باستان‌شناس استرالیایی-بریتانیایی بود. او باورمند به مبادله فرهنگی در دوره‌های پیش از تاریخ بود.
او در دانشگاه سیدنی پزشکی خوانده‌بود. او بر روی مومیایی‌های مصر پژوهیده‌بود و نخستین پژوهشگری هم بود که با پرتو ایکس بر روی مومیایی‌ها تحقیق کرده‌بود. در ۱۹۰۷ او رایزن باستان‌شناسی در نوبه گردید.
او در کنار آرتور کیت هوادار نظریه خاستگاه نوع بشر در اروپا بود و با نظریه‌های همزمان او که آفریقا و آسیا را محل پدید آمدن انسان می‌دانست مخالف بود.